# Flatcoated retriever
Flatcoated retriever är en hundras från Storbritannien. Liksom de övriga fem retrievrarna är den en apporterande fågelhund. Det ursprungliga användningsområdet var att apportera vid jakt på sträckande änder och vid klappjakter på fälthöns och annat småvilt. Idag är den vanligast som sällskapshund.

## Historia
År 1860 var första gången det fanns olika klasser för retrievrar av olika hårlagstyper på en hundutställning i Birmingham. Det som senare skulle bli flatcoated retriever rubricerades då som wavy coated retriever. Rasens ursprung är detsamma som för övriga retrievrar, den mindre newfoundlandshunden St. John's Dog - som fanns som både korthårig och långhårig och som är utdöd sedan 1800-talet - med viss inkorsning av andra raser. Settrar användes för att öka farten vid apporteringen och collier användes för att öka dirigerbarheten. Flatcoated retriever är den av retrievrarna där dessa inslag lämnat tydligast spår. Det anses vara collieinblandningen som åstadkom övergången från wavycoated till flatcoated. Störst förtjänst för renavlandet på 1870-talet tillskrivs parlamentsledamoten Sewallis Evelyn Shirley (1844-1904), initiativtagare till den brittiska kennelklubben the Kennel Club. Vid sekelskiftet 1800/1900 hade flatcoated retrievern gått om curly coated retrievern som den vanligaste retrievern. Då de stora jakterna på storgodsen under första världskriget blev färre minskade antalet registreringar, en minskning som fortsatte till efter andra världskriget då det i England bara fanns 75 individer kvar. I Sverige har flatcoated retriever funnits sedan 1963.

## Egenskaper
Flatcoated retriever är en vaken, aktiv, medelstor hund med ett intelligent uttryck. Den har ett förtroendeingivande sätt och visar sin positiva och vänliga attityd genom en intensivt viftande svans. Den är erkänt arbetsvillig och har stort behov av motion, aktivering och utmaningar.

## Utseende
Mankhöjd för hanar är cirka 58–61 cm och tikar cirka 56–59 cm. Vikten är för hanar 27–36 kg och tikar 25–32 kg. Det finns tre olika färger men endast den svarta och bruna färgen är godkänd. Gul förekommer men är då diskvalificerande på utställning. Flatcoated retriever är mindre och slankare än en golden retriever.